# Gelbe Drachenkrankheit

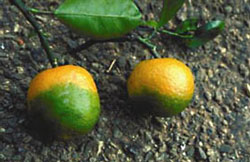
Gelbe Drachenkrankheit an Mandarinen

Die Gelbe Drachenkrankheit (englisch: citrus greening disease; chinesisch: 黃龍病; pinyin: huánglóngbìng; kurz HLB) ist eine Krankheit von Zitrusfrüchten, die durch einen vektorübertragenen Erreger verursacht wird. Die Erreger sind bewegliche Bakterien, Candidatus Liberibacter spp. Die Krankheit wird durch Blattflöhe übertragen und verschleppt. Es wurde auch gezeigt, dass die Krankheit durch Pfropfen übertragbar ist. Derzeit sind drei verschiedene Arten von HLB bekannt: Die hitzetolerante asiatische Form und die hitzeempfindliche afrikanische und amerikanische Form. Die Krankheit wurde erstmals 1919 in China beschrieben und gemeldet. Die afrikanische Variante wurde erstmals 1947 in Südafrika gemeldet, wo sie immer noch weit verbreitet ist. Schließlich erreichte sie die Vereinigten Staaten und erreichte Florida im Jahr 2005. Innerhalb von drei Jahren hatte sie sich auf die Mehrheit der Zitrusfarmen ausgebreitet. Die rasante Zunahme dieser Krankheit hat die Zitrusindustrie nicht nur in Florida, sondern in den gesamten USA bedroht. Bis 2009 haben 33 Länder eine HLB-Infektion in ihrer Zitrusernte gemeldet.

## Symptome
HLB zeichnet sich durch die allgemeinen Symptome der Vergilbung der Adern und des angrenzenden Gewebes aus, gefolgt von einer fleckigen Sprenkelung des gesamten Blattes, vorzeitiger Entlaubung, dem Absterben von Zweigen, dem Verfall von ernährenden Wurzeln und Seitenwurzeln sowie dem Rückgang der Vitalität, dem schließlich der Tod der gesamten Pflanze folgt. Betroffene Bäume haben ein verkümmertes Wachstum, tragen mehrere Blüten außerhalb der Saison (von denen die meisten abfallen) und produzieren kleine, unregelmäßig geformte und sehr bittere Früchte mit einer dicken, blassen Schale, die auf der Unterseite grün bleibt. Gemeinsame Symptome können oft mit Nährstoffmängeln verwechselt werden; das Unterscheidungsmerkmal zwischen Nährstoffmängeln ist jedoch das Muster der Symmetrie. Nährstoffmängel neigen dazu, symmetrisch entlang des Blattaderrandes zu verlaufen, während HLB eine asymmetrische Vergilbung um die Ader herum aufweist. Das auffälligste Symptom von HLB ist die Vergrünung und Verkümmerung der Früchte, besonders nach der Reifung.

## Übertragung
HLB wurde ursprünglich für eine Viruserkrankung gehalten, aber später wurde entdeckt, dass sie durch Bakterien verursacht wird, die von Insektenvektoren übertragen werden. HLB-Infektionen können in verschiedenen Klimazonen auftreten und werden oft mit verschiedenen Arten von Blattflöhen in Verbindung gebracht. Zum Beispiel werden Zitruspflanzen in Afrika unter kühlen Bedingungen infiziert, da die Bakterien vom Ostafrikanischen Zitrusblattfloh (Trioza erytreae) übertragen werden, einem invasiven Insekt, das kühle und feuchte Bedingungen für optimales Wachstum bevorzugt. Zitruspflanzen in Asien hingegen werden oft unter warmen Bedingungen infiziert, da die Bakterien vom Asiatischen Zitrusblattfloh (Diaphorina citri) übertragen werden.
Das junge Larvenstadium ist am besten geeignet für die Übernahme von Ca. L. asiaticus durch den Asiatischen Zitrusblattfloh, und einige Sorten zeigen eine größere Effizienz bei der Übertragung der Krankheit auf den Vektor als andere. Auch die Temperatur zeigt einen großen Einfluss auf die Parasit-Wirt-Beziehung zwischen dem Bakterium und dem Insektenvektor und beeinflusst, wie es von den Insekten erworben und übertragen wird.
Die Erreger sind anspruchsvolle, phloembeschränkte, gramnegative Bakterien aus der Klade Gracilicutes. Die asiatische Form, Ca. L. asiaticus ist hitzetolerant. Das heißt, die Vergrünungssymptome können sich bei Temperaturen bis zu 35 °C entwickeln. Die afrikanische und die amerikanische Form sind hitzeempfindlich, d. h. die Symptome entwickeln sich nur bei Temperaturen im Bereich von 20 bis 25 °C. Obwohl der Ostafrikanische Zitrusblattfloh der natürliche Überträger von afrikanischem HLB und der Asiatische Zitrusblattfloh der natürliche Überträger von amerikanischem und asiatischem HLB ist, können beide Blattflöhe unter experimentellen Bedingungen tatsächlich jeden der beiden Erreger übertragen.

## Verbreitung

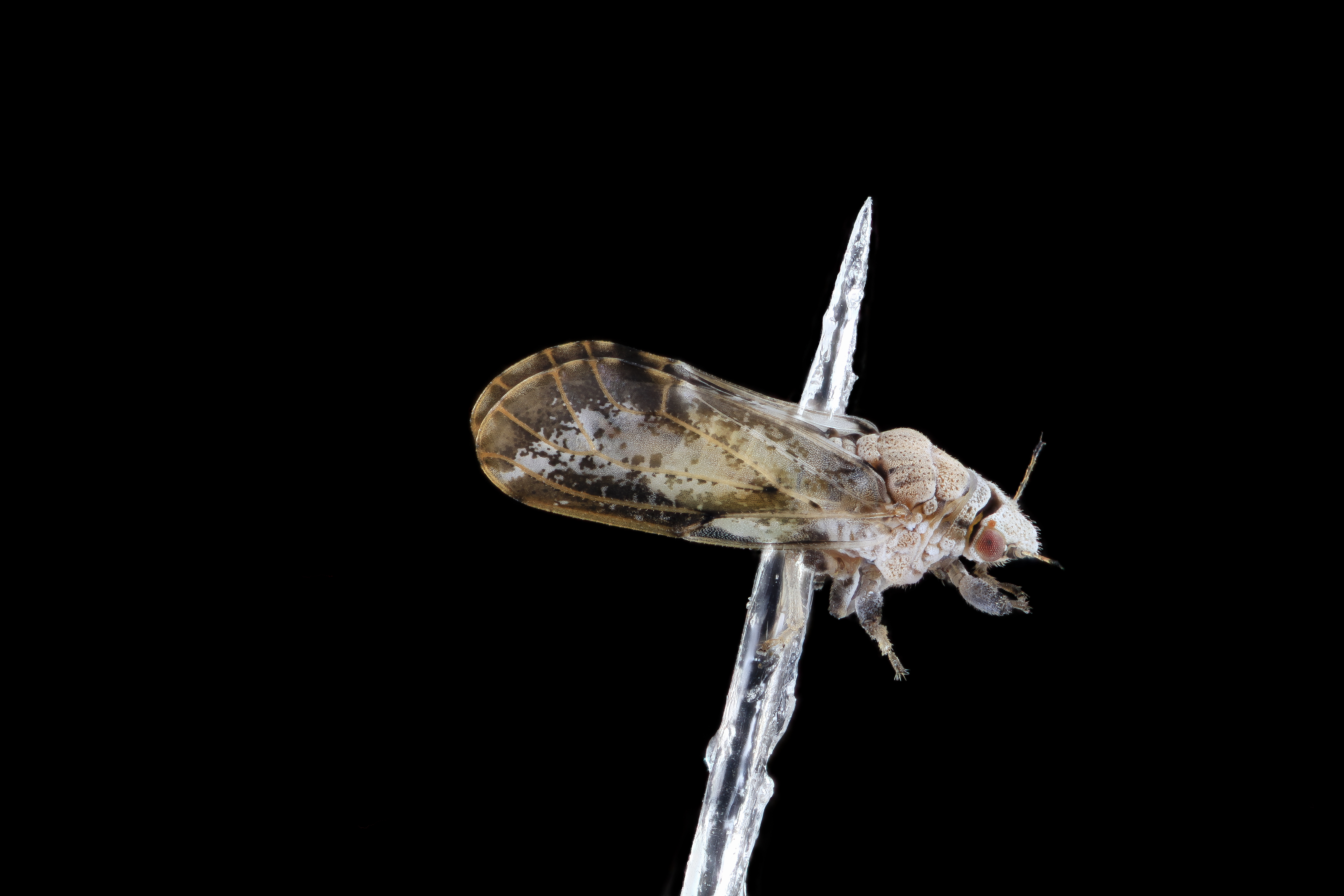
Diaphorina citri

Das Verbreitungsgebiet des Asiatischen Zitrusblattflohs, der ein Vektor der HLB ist, liegt hauptsächlich im tropischen und subtropischen Asien. Sie wurde in allen Zitrusanbauregionen Asiens mit Ausnahme des japanischen Festlands gemeldet. Die Krankheit hat Ernten in China, Indien, Sri Lanka, Malaysia, Indonesien, Myanmar, den Philippinen, Pakistan, Thailand, den Ryūkyū-Inseln, Nepal, Saudi-Arabien und Afghanistan befallen. Auch Gebiete außerhalb Asiens haben die Krankheit gemeldet: Réunion, Mauritius, Brasilien, Paraguay und Florida in den USA seit 2005 und in mehreren Gemeinden in Mexiko seit 2009. Am 30. März 2012 wurde HLB in einem einzelnen Zitrusbaum in Hacienda Heights, Los Angeles County, Kalifornien bestätigt. Der erste Bericht über HLB in Texas erfolgte am 13. Januar 2012 an einem Valencia-Süßorangenbaum in einer kommerziellen Obstplantage in San Juan, Texas. Die Aussichten für die allgegenwärtigen Hinterhof-Zitrusplantagen in Kalifornien sind düster, da es unwahrscheinlich ist, dass private Anbauer konsequent die Pestizide einsetzen, die in kommerziellen Obstplantagen eine wirksame Kontrolle bieten.
Das Verbreitungsgebiet des Ostafrikanischen Zitrusblattflohs umfasst Afrika, Madeira, Saudi-Arabien, Portugal und den Jemen. Diese Art ist empfindlich gegenüber hohen Temperaturen und entwickelt sich nicht bei Temperaturen über 25 °C. Sie ist auch ein Überträger des afrikanischen Stammes von HLB, der ebenfalls hitzeempfindlich ist. Dieser HLB-Stamm wird aus Afrika (Burundi, Kamerun, Zentralafrikanische Republik, Komoren, Äthiopien, Kenia, Madagaskar, Malawi, Mauritius, Reunion, Ruanda, Südafrika, St. Helena (unbestätigt), Swasiland, Tansania, Simbabwe), Saudi-Arabien und dem Jemen gemeldet. In der EU und den USA wurde die Krankheit bis 2004 nicht gemeldet; siehe jedoch oben.

## Bekämpfung
Einige kulturelle Praktiken können bei der Überwachung dieser Krankheit wirksam sein. Zu den Kulturmethoden gehören antibakterielles Management, Hygiene, die Entfernung infizierter Pflanzen, häufige Erkundungen und vor allem eine Krisenberichterstattung. Die Verfolgung der Krankheit hilft, eine weitere Infektion in anderen betroffenen Gebieten zu verhindern und weitere lokale Infektionen einzudämmen, wenn sie früh genug erkannt wird. Der Asiatische Zitrusblattfloh hat alternative Wirte, die Blattflöhe zu Zitruspflanzen in der Nähe locken können, wie die Orangenraute Murraya paniculata, Severinia buxifolia und andere Pflanzen in der Familie der Rautengewächse.
Es ist kein Heilmittel für die Gelbe Drachenkrankheit bekannt, und die Bemühungen, sie zu kontrollieren, sind langwierig, weil infizierte Zitruspflanzen schwierig zu erhalten, zu regenerieren und zu untersuchen sind. Zu den anhaltenden Herausforderungen bei der Eindämmung der Krankheit im Freiland gehören die Saisonabhängigkeit des Phytopathogens und die damit verbundenen Krankheitssymptome, die Beschränkungen für Therapeutika, um das Phytopathogen in der Pflanze zu bekämpfen, die negativen Auswirkungen von Breitspektrum-Behandlungen auf die pflanzenfreundliche Mikrobiota und die potenziellen Auswirkungen auf die Gesundheit der Bevölkerung und des Ökosystems.
Es wurden keine natürlich immunen Zitrussorten identifiziert; die Schaffung von gentechnisch veränderten Zitrusfrüchten könnte jedoch eine mögliche Lösung sein, aber es bestehen Fragen bezüglich der Akzeptanz bei den Verbrauchern. Ein Forscher bei Texas AgriLife Research berichtete 2012, dass der Einbau von zwei Genen aus Spinat in Zitrusbäume die Resistenz gegen HLB in Gewächshausversuchen verbessert hat. Feldversuche von Southern Gardens Citrus mit Orangen mit den Spinatgenen in Florida sind im Gange.
An der University of Florida wurde eine resistente Sorte von Mandarinen mit dem Namen 'Bingo' gezüchtet. Andere Sorten können eine teilweise Toleranz gegenüber der Krankheit aufweisen.

### Antibiotika
Forscher des Agricultural Research Service des Landwirtschaftsministeriums der Vereinigten Staaten haben Zitronenbäume, die mit HLB infiziert sind, dazu benutzt, Immergrün-Pflanzen zu infizieren, um die Krankheit zu untersuchen. Immergrüne Pflanzen lassen sich leicht mit der Krankheit infizieren und reagieren gut, wenn sie experimentell mit Antibiotika behandelt werden. Forscher testen die Wirkung von Penicillin G-Natrium und dem Biozid 2,2-Dibromo-3-Nitrilopropionamid als potenzielle Behandlungen für infizierte Zitruspflanzen, basierend auf den positiven Ergebnissen, die bei der Anwendung auf infiziertem Immergrün beobachtet wurden. Im Juni 2014 stellte das USDA zusätzliche 31,5 Millionen US-Dollar für die Ausweitung der Forschung zur Bekämpfung der HLB zur Verfügung.
Bestimmte Antibiotika, insbesondere Streptomycin und Oxytetracyclin, können bei der Bekämpfung der HLB wirksam sein und wurden in den Vereinigten Staaten eingesetzt, sind aber in Brasilien und der Europäischen Union verboten. Im Jahr 2016 erlaubte die EPA die Verwendung von Streptomycin und Oxytetracyclin auf Obstplantagen mit Zitrusfrüchten wie Grapefruits, Orangen und Mandarinen in Florida auf einer Notfallbasis, diese Genehmigung wurde im Dezember 2018 für Oxytetracyclin auf andere Bundesstaaten ausgeweitet. Eine weitere Ausweitung von medizinisch wichtigen Antibiotika wird von der EPA vorgeschlagen, aber von der FDA und der CDC abgelehnt, vor allem weil zu erwarten ist, dass sich Antibiotikaresistenzen entwickeln und die menschliche Gesundheit beeinträchtigen.

### Peptide
Wissenschaftler der University of California haben ein Peptid entdeckt, das in Gewächshausversuchen HLB verhinderte und behandelte; ab 2021 wird es in Feldversuchen getestet. Die Universität hat mit dem Unternehmen Invaio Sciences eine exklusive Lizenz zur Entwicklung einer verbesserten injizierbaren Version des Produkts abgeschlossen.